# Bailu, Ganzhou
Bailu är en socken i Kina. Den ligger i provinsen Jiangxi, i den sydöstra delen av landet, omkring 280 kilometer söder om provinshuvudstaden Nanchang. Antalet invånare är 12 205. Befolkningen består av 6 054 kvinnor och 6 151 män. Barn under 15 år utgör 34 %, vuxna 15-64 år 55 %, och äldre över 65 år 9,0 %.
Runt Bailu är det ganska tätbefolkat, med 166 invånare per kvadratkilometer. Närmaste större samhälle är Tiancun, 8,4 km söder om Bailu. I omgivningarna runt Bailu växer i huvudsak blandskog.
Genomsnittlig årsnederbörd är 1 925 millimeter. Den regnigaste månaden är maj, med i genomsnitt 327 mm nederbörd, och den torraste är oktober, med 21 mm nederbörd.